# 쌍둥이 꼬마신랑
"쌍둥이 꼬마 신랑"은 한국에서 제작된 이규웅 감독의 1971년 영화이다. 김정훈 등이 주연으로 출연하였고 강대진 등이 제작에 참여하였다.

## 출연

### 주연
- 김정훈
- 김순복